# Божихи
Божихи (пол. Borzychy) — село в Польщі, у гміні Лів Венґровського повіту Мазовецького воєводства.
Населення — 322 особи (2011).
У 1975-1998 роках село належало до Седлецького воєводства.

## Демографія
Демографічна структура станом на 31 березня 2011 року:
|          | Загалом | Допрацездатний вік | Працездатний вік | Постпрацездатний вік |
| -------- | ------- | ------------------ | ---------------- | -------------------- |
| Чоловіки | 160     | 34                 | 106              | 20                   |
| Жінки    | 162     | 25                 | 88               | 49                   |
| Разом    | 322     | 59                 | 194              | 69                   |